# Кондон (Орегон)
Кондон (англ. Condon) — місто (англ. city) в США, в окрузі Ґільям штату Орегон. Населення — 711 особа (2020).

## Географія
Кондон розташований за координатами 45°14′12″ пн. ш. 120°11′9″ зх. д. / 45.23667° пн. ш. 120.18583° зх. д. (45.236551, -120.185827).  За даними Бюро перепису населення США в 2010 році місто мало площу 2,14 км², уся площа — суходіл.

### Клімат
| Клімат : Кондон         | Клімат : Кондон | Клімат : Кондон | Клімат : Кондон | Клімат : Кондон | Клімат : Кондон | Клімат : Кондон | Клімат : Кондон | Клімат : Кондон | Клімат : Кондон | Клімат : Кондон | Клімат : Кондон | Клімат : Кондон | Клімат : Кондон |
| Показник                | Січ.            | Лют.            | Бер.            | Квіт.           | Трав.           | Черв.           | Лип.            | Серп.           | Вер.            | Жовт.           | Лист.           | Груд.           | Рік             |
| Абсолютний максимум, °C | 21,7            | 21,7            | 25,6            | 32,8            | 36,1            | 40,0            | 43,9            | 39,4            | 37,2            | 31,1            | 23,3            | 20,6            | 43,9            |
| Середній максимум, °C   | 3,9             | 6,2             | 10,6            | 14,1            | 18,6            | 22,7            | 28,1            | 27,8            | 22,9            | 16,0            | 7,9             | 2,9             | 15,2            |
| Середня температура, °C | 0,2             | 1,7             | 5,0             | 7,7             | 11,6            | 15,2            | 19,4            | 19,2            | 14,8            | 9,3             | 3,4             | −0,7            | 8,9             |
| Середній мінімум, °C    | −3,8            | −3,1            | −0,9            | 1,0             | 4,4             | 7,3             | 10,4            | 10,2            | 6,6             | 2,1             | −1,4            | −4,9            | 2,3             |
| Абсолютний мінімум, °C  | −31,1           | −28,9           | −16,7           | −10             | −9,4            | −5              | −1,7            | −1,1            | −6,7            | −16,1           | −25,6           | −30,6           | −31,1           |
| Норма опадів, мм        | 41              | 32              | 33              | 35              | 41              | 27              | 12              | 11              | 14              | 27              | 43              | 45              | 361             |
| Днів з опадами          | 12              | 11              | 12              | 11              | 9               | 7               | 3               | 3               | 5               | 7               | 14              | 12              | 106,0           |
| Днів зі снігом          | 3               | 3               | 2               | 1               | 0               | 0               | 0               | 0               | 0               | 0               | 2               | 4               | 15,0            |
| ----------------------- | --------------- | --------------- | --------------- | --------------- | --------------- | --------------- | --------------- | --------------- | --------------- | --------------- | --------------- | --------------- | --------------- |
| Джерело: NOAA           |                 |                 |                 |                 |                 |                 |                 |                 |                 |                 |                 |                 |                 |

## Демографія
Згідно з переписом 2010 року, у місті мешкали 682 особи в 357 домогосподарствах у складі 184 родин. Густота населення становила 319 осіб/км².  Було 455 помешкань (213/км²).
Расовий склад населення:
| - 97,2 % — білих - 0,9 % — корінних американців - 0,1 % — чорних або афроамериканців - 0,1 % — азіатів |

До двох чи більше рас належало 0,7 %. Частка іспаномовних становила 2,1 % від усіх жителів.
За віковим діапазоном населення розподілялося таким чином: 14,7 % — особи молодші 18 років, 53,6 % — особи у віці 18—64 років, 31,7 % — особи у віці 65 років та старші. Медіана віку мешканця становила 54,5 року. На 100 осіб жіночої статі у місті припадало 87,4 чоловіків;  на 100 жінок у віці від 18 років та старших — 85,4 чоловіків також старших 18 років.
Середній дохід на одне домашнє господарство  становив 42 916 доларів США (медіана — 31 953), а середній дохід на одну сім'ю — 61 260 доларів (медіана — 58 036). Медіана доходів становила 40 000 доларів для чоловіків та 39 375 доларів для жінок. За межею бідності перебувало 10,6 % осіб, у тому числі 0,0 % дітей у віці до 18 років та 16,6 % осіб у віці 65 років та старших.
Цивільне працевлаштоване населення становило 234 особи. Основні галузі зайнятості: транспорт — 16,7 %, освіта, охорона здоров'я та соціальна допомога — 16,7 %, роздрібна торгівля — 13,2 %.